# اللهابة
تقع اللهابة على درب المبيحيص والذي يعد من أهم دروب الصمان البرية، وكسب تلك الأهمية لكون قوافل الحجاج والتجار تسلكه، فصار الناس يجتمعون على اللهابة من شتى الأقطار. كما تقع اللهابة على طريق الصداوي الرياض ويحدها من جهة الجنوب بلدة الفريدة ومن جهة الشمال بلدة مطربة ومن جهة الشمال الشرقي بلدة القرعاء والتي تبعد عنها بـــ 26 كيلو

## تأسيس اللهابة
تأسست هجره اللهابه على يد الشيخ محمد بن بدر الدويش رحمه الله عام 1382هـ
وتأسس مركز اللهابه الرسمي تأسس مركز اللهابه الرسمي 1399هـ. ويرئس مركزها الحالي الشيخ ماجد بن محمد بن بدر الدويش

## سبب التسمية
جاء بلسان العرب معنى اللهابة (واللهابةُ وادٍ بناحية الشواجِن، فيه ركايا عذبة، يخترقه طريق بطن الفلج، وكأنه جمع لهب ) والشواجن هي مسمى قديم لطوال قبيلة مطير التي يقصد فيها (اللهابة واللصافة والقرعاء ووبرة) وسميت بالطوال نظرا لبعد قعر البئر..أما الركايا فهي جمع ركية وهو البئر العذب..
ويتكون منهل اللهابة من عدة آبار ومنها (فريجة، المرتهشة، مفرجة، العويجاء، وام صباب )

## من تاريخ اللهابة
قال أبو عبيدة كما جاء بكتاب النقائض كانت اللهابة خبراء بالشاجنة وحولها مياه بني مالك بن حنظلة (القرعاء، ولصاف، والرمادة، وطويلع) فاختفتها بنو كعب بن العنبر فوقع بينهم وبين بني تميم واقعه، فرفعوا الأمر لمروان بن الحكم، والذي كان يومئذ عامل معاوية بن أبي سفيان على المدينة. فاختلفوا فيها، وجعل رجل من بني كعب يرتجز
ويقول :
|إن لهاباً وارد اللهابة
|ووارد الجمة والحطابة
|ثم إلي طويلع مأبة

فقال مروان : من يبتدئ بان يدع المنهل ؟فقالوا بني تميم نحن، فابتدءوا بترك المنهل لبني كعب.
وقد ذكر المؤلف نقلا عن كتاب النقائض بان ماء اللهابة استخرج في عهد الخليفة معاوية بن أبي سفيان في أول النصف الثاني من القرن الأول الهجري.

## الهجر التابعة لها
الشامية. الفريدة. الرفاع. ام الشفلح. مطربة. اللصافة. القرعا.